# Архимандрит Лука (Бабић)
Лука Бабић (Бугојно, 10. мај 1972) архимандрит је Српске православне цркве и старешина Манастира Карно.

## Биографија
Aрхимандрит Лука (Бабић) рођен је 10. маја 1972. године у Бугојну. Средњу машинску школу у Бугојну завршио је 1991. године. Монашки постриг примио је 28. августа 2004. године у Манастиру Тврдошу од стране Епископа западноамеричког Максима Васиљевића. Рукоположен је у чин јерођакона 3. септембара, а у чин јеромонаха 4. септембара 2009. године. У Манастир Карно код Сребренице долази 1. фебруара 2011. године. Одликован је чином синђела 20. априла 2012. године. Митрополит дабробосански Хризостом Јевић, 14. фебруара 2015. године, је синђела Луку Бабића унаприједио у чин архимандрита и промовисао у настојатеља ове древне обитељи.
Манастирски живот, као и сва обнова и изградња Манастирског комплекса од тада започиње захваљујући неизмјерном труду, раду и залагању Игумана Луке, и израста из пепела историсјког страдања и обнављајући своју велику духовну мисију и улогу, јер данас представља центар духовног живота ових простора, па и шире, будући да је у великом броју посјећују вјерници из читавог свјета.